# Tim Dutton
Tim Dutton (Stratford-upon-Avon, 1967) is een Brits acteur.

## Carrière
Dutton begon in 1991 met acteren in de televisieserie Press Gang, waarna hij nog meerdere rollen speelde in televisieseries en films. Zo speelde hij in onder andere Patriot Games (1992), Ally McBeal (2000) en The Bourne Identity (2002). Naast het acteren voor televisie is hij ook actief in het theater. In het theater werkte hij veelvuldig met toneelregisseur Sam Mendes.

## Filmografie

### Films
Uitgezonderd korte films.
- 2016 The Infiltrator - als Ian Howard
- 2013 Delight - als Gregor
- 2010 The Rendezvous - als Michael
- 2008 A Risk Worth Taking - als Dan Porter
- 2006 The Detonator - als Jozef Bostanescu
- 2006 Bye Bye Harry! - als Stuart
- 2004 The Queen of Sheba's Pearls - als pastoor Talbot
- 2004 Tooth - als vader
- 2002 The Bourne Identity - als Eamon
- 2002 Outside the Rules - als Tom Meredith
- 2001 Dead by Monday - als Alex Hiller
- 1999 In the Name of Love - als Luke Tyler
- 1999 Darkness Falls - als Mark Driscoll
- 1998 Frenchman's Creek - als Lord Rockingham
- 1998 St. Ives - als François
- 1998 Hard to Forget - als Max Warner
- 1997 Into Thin Air - als Andy Harris
- 1994 Tom & Viv - als Maurice Haigh-Wood
- 1992 The Guilty - als Harry
- 1992 Patriot Games - als constable
- 1991 A Murder of Quality - als Simon Snow

### Televisieseries
Uitgezonderd eenmalige gastrollen.
- 2023 The Crown - als Michael Middleton - 2 afl.
- 2018-2019 The Archers - als Andrew - 3 afl.
- 2019 Poldark - als Joseph Merceron - 6 afl.
- 2017 Genius - als hoofdmeester Loncar - 2 afl.
- 2012 DCI Banks - als Daniel Clayton - 2 afl.
- 2007 Bonkers - als Jeremy Waterhouse - 6 afl.
- 2000 Ally McBeal - als Brian Selig - 5 afl.
- 1999 Oliver Twist - als Edwin Leeford - 2 afl.
- 1999 Thanks - als James Winthrop - 6 afl.
- 1997 Melissa - als Guy Foster - 5 afl.
- 1997 Original Sin - als Daniel Aron - 2 afl.
- 1996 No Bananas - als kolonel Renfrew-Wallis - 2 afl.
- 1994 Soldier Soldier - als Mark Owens - 4 afl.
- 1990-1994 Alleyn Mysteries - als DS Bailey - 5 afl.

- Gemeinsame Normdatei: 1061479722
- International Standard Name Identifier: 0000 0004 0804 928X
- Virtual International Authority File: 9798156858694649780008